# Citi Zēni
Citi Zēni («Ціті Зені») — латиський попгурт, що був заснований у 2020 році і складається з шістьох учасників. Переможці Supernova 2022 та представники Латвії на Пісенному конкурсі Євробачення 2022 з піснею «Eat Your Salad».

## Історія
Гур був створений у березні 2020 року в столиці Латвії, Ризі. Учасники гурту описують свою творчість як «музикантів зі Східної Європи, що створюють альтернативну попмузику з єдинорогами».
У 2021 році вийшов дебютний альбом під назвою Suņi Iziet Ielās.
Учасники Citi Zēni є самопроголошеними «принцами репу та поп-дівами 21 століття». Вони пишаються своєю молодість та прагнуть заохочувати слухачів до роздумів, додаючи вкраплення сатири в тексти своїх пісень.

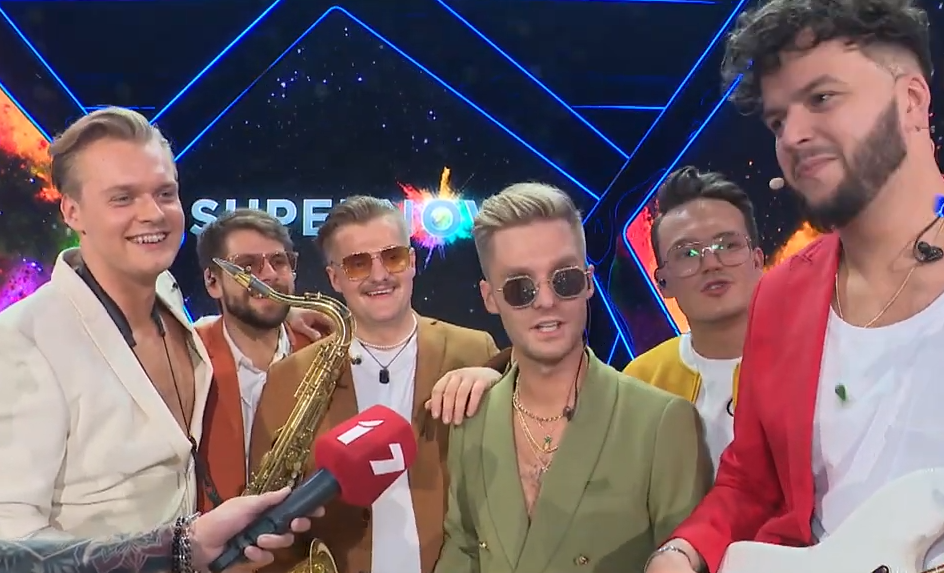
Citi Zēni на латвійському національному відборі Supernova 2022

### Євробачення
4 січня 2022 року були гурт Citi Zēni був оголошений одним із учасників Supernova 2022, яка використовується як національний відбір Латвії для конкурсу Євробачення. У півфіналі відбору, що відбувся 5 лютого 2022 року, музичний гурт отримав 11.48 % голосів від телеглядачів та зміг потрапити до наступного етапу. 12 лютого Citi Zēni виконали свою пісню «Eat Your Salad» під 8 номером у фіналі Supernova та стали її переможцями, отримавши максимальні 12 балів як від глядачів, так і від професійного журі. Загалом за гурт було відправлено більше 50000 голосів. Після перемоги Citi Zēni отримали право представляти Латвію на Пісенному конкурсі Євробачення 2022 в Турині, Італія.
У півфіналі конкурсу, що відбувся 10 травня 2022 року, гурт не зміг досягти десяти найкращих та, як наслідок, не потрапив до фіналу.

## Учасники гурту
- Яніс Петерсон — вокал
- Дагніс Розіньш — вокал і саксофон
- Рейніс Вішкеріс — клавішні
- Крішаніс Озолс — гітара
- Роберт Меммен — вокал і бас-гітара
- Томс Кагайніс — барабани